# Amicale FC
Amicale FC war ein 1929 gegründeter Fußballverein aus Port Vila, Vanuatu. Sie spielten in der höchsten Liga und 2010 zum ersten Mal in der OFC Champions League.
Im August 2019 stellte der Verein den Spielbetrieb ein, aufgrund einer Strafe von 6.000 Schweizer Franken (6.285 Euro) der FIFA, im Zusammenhang mit dem FIFA Transfer Matching System.

## Erfolge
- Vanuatuischer Fußballmeister

2010, 2011, 2012, 2013, 2014, 2015, 2015
- OFC Champions League

Bestes Ergebnis: 2. Platz 2010/11, 2013/14